# نظرية المثليين العصبيين
نظرية المثليين العصبيين هي إطار عمل يتقاطع مع مجالات التنوع العصبي ونظرية المثليين. تدرس الطرق التي يبني بها المجتمع ويحدد بها الحالة الطبيعية، وخاصة فيما يتعلق بالجنس والتوجه الجنسي والإعاقة، وتتحدى تلك البناءات. تنتقد إضفاء الطابع المرضي على الأفراد المتباينين عصبيًا والطرق التي يتقاطع بها مع تهميش الأفراد المثليين. تعتمد نظرية المثليين العصبيين على فهم عميق للتقاطعية، والطريقة التي تتحد بها الهويات الاجتماعية والثقافية والسياسية للأشخاص وتؤدي إلى مجموعات فريدة من الامتياز والتمييز.
يمكن استخدام مصطلح المثلية العصبية كفعل أو صفة أو تسمية هوية. كفعل، فإنه يشير إلى فعل تحدي المعيارية العصبية والمعيارية المغايرة جنسياً، بالإضافة إلى الدعوة إلى الاعتراف بالتجارب والهويات المتنوعة والاحتفال بها. كصفة، يصف المثلية العصبية الظواهر أو النظريات أو الهويات التي تتحدى المعيارية العصبية والمعيارية المغايرة جنسياً، مع التركيز على التقاطعات وتنوع الهويات والتجارب المثلية والمتباينة عصبياً. الأفراد الذين يحددون أنفسهم على أنهم المثليين العصبيين غالبًا ما يكونون متباينين عصبياً ومثليين، على الرغم من أن هذا ليس ضرورياً. أشار نيك ووكر، الذي صاغ المصطلح لأول مرة، إلى أن الأفراد الطبيعيين والمتحولين جنسياً والمغايرين جنسياً قد يحددون هويتهم أيضًا على أنهم عصبيون غريبون إذا كانوا يتحدون بنشاط المعيارية العصبية والمعيارية المغايرة جنسياً، خاصةً إذا كانوا يتحدون التصنيفات الحالية للجنس أو تصنيف الإعاقة أو التوجه الجنسي. اقترحت الدراسات الحديثة وجود علاقة بين المثلية الجنسية والتباين العصبي: حيث يكون الأشخاص العصبيون المتباينون أكثر عرضة من أقرانهم العصبيين العاديين لتحديد هويتهم على أنهم مجتمع الميم+، ويكون الأشخاص المتنوعون جنسياً أكثر عرضة للتباين العصبي من أقرانهم من ذوي الميول الجنسية المختلفة. في الوقت الحاضر، لا يُعرف سبب الارتباط بين المثلية الجنسية والتباين العصبي، على الرغم من وجود العديد من الفرضيات، إلا أن كل منها يتطلب مزيدًا من التحقيق.

## التعريف
تم تصور المثلية العصبية في البداية كفعل - تغيير الأعصاب- كطريقة "لتغييرالمعايير المعرفية العصبية وكذلك المعايير الجنسانية". أشار ووكر إلى أن المثلية العصبية، كفعل، "يشير إلى مجموعة واسعة من الممارسات المترابطة"، و"كصفة، يصف الأشياء المرتبطة بهذه الممارسات أو الناتجة عن تلك الممارسات".
قام نيك ووكر، وأثينا لين مايكلز-ديلون، وريمي يرجيو بتأسيس المكونات الثمانية المتكاملة التالية:
1. كصفة، يمكن أن يشير مصطلح المثلية العصبية إلى الأشخاص الذين "يختلفون عصبيًا ومثليون، مع درجة معينة من الوعي و/أو الاستكشاف النشط حول كيفية تشابك هذين الجانبين من كيان الشخص وتفاعلهما".[2]
2. كصفة، تعني المثلية العصبية "تجسيد وتعبير عن التنوع العصبي للفرد بطرق تجعل أيضًا أداء الفرد للجنس والتوجه الجنسي والعرق و/أو جوانب أخرى من هويته غريبًا".[2]
3. كفعل، تعني المثلية العصبية "الانخراط في ممارسات تهدف إلى التراجع عن وتقويض التكييف الثقافي الخاص بالفرد وعاداته الراسخة في الأداء العصبي المعياري والمعياري للجنس الآخر، بهدف استعادة قدرته على التعبير بشكل أكثر اكتمالاً عن إمكاناته وميوله الغريبة الفريدة".[2]
4. كفعل، تعني المثلية العصبية "الانخراط في تحويل العمليات الإدراكية العصبية الخاصة بالفرد إلى غريبة (وتجسيده الخارجي وتعبيره عن تلك العمليات) من خلال تغييرها عمدًا بطرق تخلق زيادة كبيرة ودائمة في انحراف الفرد عن المعايير الثقافية السائدة للتطبيع العصبي والتطبيع الجنسي".[2]
5. كفعل، تعني المثلية العصبية "الاقتراب من التباين العصبي الخاص بك، وتجسيده، و/أو تجربته كشكل من أشكال المثلية الجنسية".[2]
6. كفعل، تعني كلمة المثلية العصبية "إنتاج الأدب والفن والمنح الدراسية و/أو غيرها من القطع الأثرية الثقافية التي تبرز تجارب المثلية العصبية ووجهات النظر والأصوات".[2]
7. كفعل، تعني المثلية العصبية "إنتاج استجابات نقدية للأدب و/أو غيرها من القطع الأثرية الثقافية، مع التركيز على السمات المتعمدة أو غير المتعمدة للغرابة العصبية وكيف تنير هذه السمات و/أو تنيرها حياة المثلية العصبية وتجاربه الفعلية".[2]
8. كفعل، تعني كلمة المثلية العصبية "العمل على تحويل البيئات الاجتماعية والثقافية من أجل خلق مساحات ومجتمعات - وفي نهاية المطاف مجتمع - حيث يُسمح بالمشاركة في أي أو كل الممارسات المذكورة أعلاه، ويُقبل ويُدعم ويُشجع".[2]

على الرغم من وصف هذه المفاهيم الأساسية، يجادل ووكر وآخرون بأن مجتمع المثليين العصبيين غالبًا ما "يقاوم بنشاط أي تعريف رسمي". وبالتالي، لا ينبغي اعتبار أي "تصور شاملًا أو نهائيًا. فمصطلح المثليين العصبيين ليس ثابتًا أبدًا، بل هو مائع ومتغير ومتكيف دائمًا".

## تاريخها
نشأت نظرية المثليين العصبيين من المجالات الموجودة لدراسات الإعاقة ونظرية كويرية. نشأت الأولى كمجال للمنح الدراسية في السبعينيات بعد حركة حقوق الإعاقة وسعت إلى تركيز وجهات نظر الأشخاص ذوي الإعاقة، بالإضافة إلى تحدي الفهم الحالي للإعاقة. أدى هذا إلى النموذج الاجتماعي للإعاقة، والذي ينظر إلى الإعاقة على أنها فشل مجتمعي وليس عجزًا فرديًا. على سبيل المثال، يزعم النموذج الاجتماعي للإعاقة أن الشخص الأصم معاق ليس بسبب عدم قدرته على السمع ولكن بسبب الهياكل المجتمعية التي تمنح السمع امتيازًا؛ وبالتالي، لتقليل الحواجز، يجب على المجتمع توفير قدر أكبر من الوصول للأشخاص الصم، مثل الوصول إلى مترجمي لغة الإشارة والترجمة الصوتية، بدلاً من مطالبة الشخص الأصم باستخدام المعينات السمعية وزراعة القوقعة.
منذ ظهور دراسات الإعاقة وحركة حقوق الإعاقة، انتقد كلٌّ من الباحثين والأشخاص ذوي الإعاقة قلة التركيز على الإعاقة العقلية والأمراض المزمنة. وقد أدى ذلك إلى ظهور دراسات الجنون وغيرها من التخصصات. نشأ مصطلح التباين العصبي في تسعينيات القرن الماضي لتحدي الروايات التي وصفت الإعاقات العقلية بأنها عجز، وخاصةً فيما يتعلق بالتوحد. كما استُخدم المصطلح لتسهيل المناقشات حول تنوع الوظائف والأداء العصبي. علاوةً على ذلك، جادل العديد من المدافعين والباحثين ضد استخدام لغة الشخص أولاً (مثل "شخص مصاب بالتوحد") عند الإشارة إلى الأشخاص ذوي التباين العصبي، لأنهم ينظرون إلى التباين العصبي في سياق الهوية وليس علم الأمراض، ويعتقدون أنه لا ينبغي فصله عن شخصية الفرد.
ظهرت نظرية المثلية الجنسية في تسعينيات القرن العشرين لتحليل وتحدي معيارية الجنس الآخر. غالبًا ما استخدم منظرو المثلية الجنسية الفعل "المثلي" للإشارة إلى فعل إضفاء الطابع المثالي واختراع مستقبل متطور باستمرار من خلال أساليب جديدة لفحص العالم وكيف نعيش فيه.
صاغ نيك ووكر مصطلح المثلية العصبية في عام 2008، على الرغم من أن أثينا لين مايكلز-ديلون صاغت العبارة بشكل مستقل أيضًا، وكان ريمي ييرجيو يفكر في المفهوم أيضًا، مشيرًا إليه باسم غرابة عصبية . استخدم ووكر المصطلح فيما يتعلق بنظرية كويرية "لفحص كيفية تشابك المعيارية العصبية المفروضة اجتماعيًا والمعيارية المغايرة اجتماعيًا المفروضة اجتماعيًا مع بعضها البعض، وكيف تشابكت غرابة أي من هذين الشكلين من المعايير مع غرابة الشكل الآخر وامتزجت به." ظهرت كلمة المثلية العصبية لأول مرة مطبوعة على الغلاف الخلفي لرواية مايكلز-ديلون "متحدي" 2015 وفي كتاب "ييرجو يؤلف كتاب التوحد" (2018).
لقد نما استخدام المثلية العصبية منذ ذلك الحين ليشير إلى مجال الدراسة الأكاديمية، بالإضافة إلى تسمية الهوية. يزعم بعض الناس أنه نظرًا لأن القدرة حددت ما يعتبر "طبيعيًا"، حيث يُعتبر الأشخاص المتباينون عصبيًا والمثليون "غير نمطيين"، فإن الاعتراف باللغة التي تضع الشخص أولاً و"الاختلافات المشهورة" لا يغير البناءات القائمة على القدرة للأداء العصبي. يقول هؤلاء العلماء والناشطون أنفسهم إن الأشخاص الذين يحددون هويتهم على أنهم مثليين عصبيين يرفضون بنشاط ممارسات الاستيعاب القائمة على القدرة؛ من خلال احتضان ذاتيتهم ورفض التوافق، فإنهم يضفون طابعًا غريبًا على وجودهم وأفعالهم وسلوكياتهم في المساحات الاجتماعية.

## انتشار المثلية العصبية
تقتصر البيانات الإحصائية عن كل من الأشخاص المثليين والمتنوعين عصبيًا على التعريفات الاجتماعية والثقافية المختلفة للهوية، ومخاوف السلامة المتعلقة بالخروج، والقدرة على تلقي التشخيص، وعوامل أخرى. ومن المهم أيضًا ملاحظة أن البحث في العلاقة بين التنوع العصبي والمثلية الجنسية يركز بشكل بارز على التوحد والتنوع بين الجنسين، وهناك حاجة إلى مزيد من البحث لفهم الهويات الأخرى بشكل أفضل داخل مجتمع المثليين العصبيين.
إحصائيات خط الأساس
تشير أحدث البيانات التي تم جمعها من جميع أنحاء العالم إلى أن حوالي 10-20% من عامة السكان يعانون من اختلافات عصبية بطريقة ما. على سبيل المثال، من بين عامة السكان في العالم، تم تشخيص حوالي 1-2% بالتوحد، تم تشخيص 1.13% باضطراب فرط الحركة ونقص الانتباه، وتم تشخيص 5-17% بعُسر القراءة، على الرغم من أن البيانات العالمية تفتقر إلى الفروق الدقيقة بين البلدان الفردية والمعايير وتوقيت التقييمات. تشير دراسة استقصائية أجريت عام 2023 للبالغين في 30 دولة إلى أن حوالي 9% من عامة السكان يعرّفون أنفسهم على أنهم من مجتمع الميم؛ ومع ذلك، فإن هذه البيانات تتجاهل العديد من البلدان الأخرى وتقتصر على من شارك ومدى شعوره بالراحة في الإجابة على الاستبيان بحرية. وقد قدرت دراسات مماثلة تجمع بيانات عالمية أن حوالي 0.4-1.3% من عامة السكان يعرّفون أنفسهم على أنهم متنوعون بين الجنسين. هناك تباين في إحصاءات السكان بين الدول. على سبيل المثال، تشير بيانات تعداد المملكة المتحدة لعام 2021 إلى أن 3% فقط من عامة السكان يُعرّفون أنفسهم كمثليين أو مثليات أو مزدوجي الميول الجنسية، بينما يُقدّر هذا الرقم عالميًا بحوالي 9% من عامة السكان.
العلاقة الإحصائية بين التباين العصبي والمثلية الجنسية
تشير الأبحاث الحديثة إلى أن الأشخاص المتباينين عصبيًا، وخاصة الأفراد المصابين بالتوحد، هم أكثر عرضة من أقرانهم الطبيعيين لتحديد هويتهم على أنهم مجتمع الميم+. وبشكل أكثر تحديدًا، فإن الأفراد المصابين بالتوحد هم أكثر عرضة بثلاث مرات لتحديد هويتهم على أنهم متحولون جنسيًا مقارنة بأقرانهم الطبيعيين؛ وقد ارتبط ارتفاع معدل الإصابة بالسمات التوحدية بمعدل أعلى لتحديد هويتهم على أنهم متنوعون جنسيًا. وتوسعت الأبحاث الإضافية في هذا الأمر، حيث وجدت أن 0.7% من الأطفال غير المصابين بالتوحد من المشاركين يحددون هويتهم على أنها متنوعة جنسيًا، بينما يحدد 4-5.4% من الأطفال المصابين بالتوحد أنفسهم على أنهم متنوعون جنسيًا. بالإضافة إلى ذلك، وجدت دراسة حول الجنس والتباين العصبي أنه في حين أن 70% من المشاركين الطبيعيين يحددون هويتهم على أنهم من جنسين مختلفين، فإن 30% فقط من المصابين بالتوحد يحددون هويتهم على أنهم من جنسين مختلفين. أشارت أبحاث أخرى حول التباين العصبي والجنس إلى أن الأشخاص الذين يعانون من التباين العصبي أكثر عرضة بثمانية أضعاف لتحديد هويتهم على أنهم لاجنسيون من أقرانهم الطبيعيين.
يبدو أن العلاقة بين التباين العصبي والمثلية الجنسية تسير في كلا الاتجاهين، حيث يكون الأشخاص المتباينون عصبيًا أكثر عرضة لتحديد هويتهم على أنهم مجتمع الميم+، ويكون الأشخاص المتنوعون جنسياً أكثر عرضة لتحديد هويتهم العصبية مقارنة بأقرانهم من ذوي الهوية الجنسية المتغيرة. الأفراد الذين لا يحددون جنسهم المحدد عند الولادة هم أكثر عرضة للإصابة بالتوحد بمقدار 3 إلى 6 مرات مقارنة بأقرانهم من ذوي الهوية الجنسية المتغيرة. بالمقارنة مع أقرانهم من ذوي الهوية الجنسية المتغيرة، يكون الأفراد المتنوعون جنسياً أكثر عرضة للإبلاغ عن سمات التوحد - التعرف المحسن على الأنماط، والقضايا الحسية، وصعوبة فهم المشاعر الأخرى - وأكثر عرضة بمقدار 5 مرات للاشتباه في أنهم مصابون بالتوحد غير المشخصين. تشير الأبحاث حول المراهقين المتحولين جنسياً إلى أن حوالي 6-25.5٪ من الأشخاص الذين يحددون هويتهم على أنهم متنوعون جنسياً مصابون أيضًا بالتوحد. أشارت إحدى الدراسات في هولندا إلى أن 5% من عامة السكان تم تحديدهم على أنهم متنوعون بين الجنسين، مقارنة بنسبة 15% من البالغين المصابين بالتوحد، مما يسلط الضوء على العلاقة بين التنوع بين الجنسين والتوحد. أظهرت دراسة في الولايات المتحدة نتيجة مماثلة، حيث أراد 3-5% من عامة السكان أن يكونوا من الجنس الآخر مقارنة بنسبة 11.4% من البالغين المصابين بالتوحد.

## التطبيقات
لقد تم تصنيف التباين العصبي كمرض، ورُبط بحالات مختلفة، بما في ذلك التوحد، واضطراب نقص الانتباه وفرط النشاط، وفروقات التعلم المحددة، وغيرها. تهدف نظرية المثليين العصبيين إلى إزالة الصبغة المرضية عن هذه الاختلافات، وبالتالي، لها آثار على قطاعات متنوعة، بما في ذلك التعليم والبحث.
تعليم
لأن التباين العصبي قد أُصيب بمرض، فإن المؤسسات التعليمية تنظر إليه عمومًا على أنه خلل، وتركز على ما لا يستطيع الطلاب فعله أو تعلمه. لذلك، تميل المؤسسات التعليمية إلى اتخاذ خطوات "لتصحيح" سلوكيات الطلاب وتصرفاتهم وتعلمهم في المدارس التي لا تتوافق مع التوقعات الاجتماعية، بما يتماشى مع مناهج إعادة التأهيل والسلوك والتدخل. وبالمثل، تشير الأبحاث التربوية المتعلقة بالأفراد ذوي التباين العصبي، القائمة على مقاييس أداء منفصلة، بانتظام إلى ممارسات واستراتيجيات قائمة على الأدلة كوسيلة لمساعدة الطلاب على تحسين مهاراتهم الأكاديمية في مختلف المجالات الدراسية. ترفض نظرية "النيورو كوير" إضفاء طابع مرضي على التباين العصبي، وبالتالي ترفض المناهج التربوية والبحثية التي تركز على "إصلاح" الطلاب، بحيث يتوافقون مع المعايير التي يضعها أقرانهم من ذوي النمط العصبي الطبيعي. في مجال التعليم، تهدف نظرية "النيورو كوير" إلى خدمة الطلاب ذوي الهويات المتقاطعة المتعلقة بالجنس والتوجه الجنسي والإعاقة، من خلال إعادة صياغة المساحات التعليمية. من خلال إعادة صياغة المساحات التعليمية، تهدف نظرية الكوير العصبي إلى التركيز على الطلاب الذين لم يُمنحوا تاريخيًا مكانةً أو تقديرًا لمساهماتهم، وتقديم خدمة أفضل لهم. ومن خلال تركيز أصوات الكوير العصبي والمساحات التعليمية التي تُعنى بالكوير العصبي، تأمل نظرية الكوير العصبي في جعل المناهج التربوية المستقبلية وأبحاث البحث أكثر شموليةً.
تقاطعات الجنس والجنسانية والإعاقة
تعتمد نظرية المثليين العصبيين على فهم التقاطع.
من خلال وسائل الإعلام والبحث الشعبي، غالبًا ما يُنظر إلى الأشخاص ذوي الإعاقة على أنهم لا جنسيين ولا جنسانيين، خاصةً عندما لا يتوافقون مع التوقعات بشأن كيفية أداء الجنس "عادةً"، كما هو شائع لدى الأشخاص ذوي التنوع العصبي. وهذا لا يؤدي فقط إلى تحويل الأشخاص ذوي الإعاقة/الجنسين إلى أطفال، بل يمكن أن يقيد أيضًا الوصول إلى مجتمعات وموارد ودعم معينين؛ وهذا يثير القلق بشكل خاص بالنسبة للأفراد الذين يحددون هويتهم أيضًا على أنهم من مجتمع مجتمع الميم+.
العلاقة بين المثلية الجنسية والتنوع العصبي
لا يوجد تفسير محدد لسبب وجود علاقة بين التنوع العصبي والمثلية الجنسية، فهناك العديد من الفرضيات التي تسعى إلى شرح الصلة. إحدى الفرضيات هي أن الأشخاص المتنوعين عصبيًا، وخاصة الأفراد المصابين بالتوحد، أقل تأثرًا بالمعايير المجتمعية، وبالتالي أقل عرضة للشعور بالحاجة إلى التوافق مع التوقعات المجتمعية للجنس والتوجه الجنسي وأكثر عرضة للتعبير عن أنفسهم دون خوف من الحكم. ومع ذلك، من المهم ملاحظة أن تجارب الأفراد المتنوعين عصبيًا والمثليين والمثليين عصبيًا ليست متجانسة، وهذا يشمل كيف وإلى أي درجة يختبر الأفراد الخوف من الحكم. تشير فرضية أخرى إلى أن الآليات قبل الولادة، مثل هرمونات الستيرويد الجنسية، التي تشكل نمو الدماغ، بما في ذلك تطور التوحد وحالات النمو العصبي الأخرى، تساهم أيضًا في سلوك الأدوار الجنسية - ومع ذلك، هناك حاجة إلى مزيد من البحث لفهم هذه الصلة المحتملة بشكل أفضل.
التحيز القائم على الهويات المتقاطعة
تعتمد نظرية المثليين العصبيين على فكرة التقاطع، حيث لا يمكن فصل الهويات المختلفة والمعتقدات الفردية عن بعضها البعض لأن الطرق التي تتفاعل بها تنتج تجربة فريدة من الامتياز والتمييز. يمكن أن يساهم الانتماء إلى أقلية متعددة في مستويات أعلى وأشكال فريدة من التحيز والتمييز. يمكن أن تساهم العضوية في مجتمعات هوية أقلية متعددة في العزلة داخل كلا المجتمعين نتيجة للتمسك بسمات من مجموعات متعددة في وقت واحد
تواجه مجتمعات الهوية المثلية والمتنوعة عصبيًا نقصًا في الدعم والفهم. الأفراد داخل مجتمعات الهوية المثلية والمتنوعة عصبيًا هم أكثر عرضة من أقرانهم من ذوي التوجهات العصبية الطبيعية والمغايرين جنسياً والمنتمين جنسياً إلى جنس معين للانخراط في إيذاء النفس والأفكار الانتحارية والسلوكيات الانتحارية.
يمكن أيضًا التمييز ضد الأفراد بسبب حمل هوية محددة. في إحدى الدراسات، أفاد ثلث المشاركين المصابين بالتوحد أنهم تعرضوا للاستجواب مرارًا وتكرارًا حول هويتهم الجنسية، بسبب التحيز ضد تشخيصهم، مما شكك في كفاءتهم وفهمهم لأنفسهم. بالنسبة للأفراد المتباينين عصبيًا، غالبًا ما يرتبط التنوع العصبي ارتباطًا وثيقًا بإحساسهم بالهوية ويمكن أن يخبرنا بكيفية فهمهم لهوياتهم.

## علماء بارزون
- السيد ريمي يرجيو.
- نيك ووكر (باحث).
- أثينا لين مايكلز-ديلون.